# بول بريكهيل
بول بريكهيل (بالإنجليزية: Paul Brickhill)‏ (20 ديسمبر 1916، ملبورن في أستراليا - 23 أبريل 1991، سيدني في أستراليا)؛ كاتب، طيار مقاتل وروائي أسترالي.

## روابط خارجية
- بول بريكهيل على موقع IMDb (الإنجليزية)
- بول بريكهيل على موقع قاعدة بيانات الفيلم (الإنجليزية)